# Stadion im. Atatürka w Konyi
Stadion im. Atatürka w Konyi (tur. Konya Atatürk Stadyumu) – nieistniejący już wielofunkcyjny stadion w mieście Konya, w Turcji. Istniał w latach 1950–2018. Mógł pomieścić 22 559 widzów. Swoje spotkania rozgrywała na nim drużyna Konyaspor.
Stadion został otwarty w 1950 roku. Gospodarzem obiektu był klub Konyaspor. We wrześniu 2014 roku otwarto jednak w Konyi nowy stadion, na który przenieśli się piłkarze Konyasporu. W 2018 roku stary stadion został rozebrany.
7 maja 2014 roku na stadionie im. Atatürka odbył się mecz finałowy piłkarskiego Pucharu Turcji (Eskişehirspor – Galatasaray 0:1).